# Puchar Świata w Rugby 7 (2022)
Puchar Świata w Rugby 7 2022 – ósmy Puchar Świata, turniej o randze mistrzostw świata w rugby 7 rozgrywany co cztery lata, który odbył się w Kapsztadzie w dniach 9–11 września 2022 roku. Rywalizowały w nim dwadzieścia cztery drużyny męskie i szesnaście żeńskich. Tytułów broniły reprezentacje Nowej Zelandii, które dotarły do finałów, w których uległy jednak Fidżyjczykom i Australijkom.

## Wybór organizatora
Na początku maja 2019 roku World Rugby ogłosiła, że w wyznaczonym terminie 31 marca zainteresowanie organizacją zawodów wyraziło jedenaście związków rugby: Argentyna, Francja, Niemcy, Indie, Jamajka, Kajmany, Katar, Malezja, Południowa Afryka, Szkocja oraz Tunezja. Termin na złożenie oficjalnych kandydatur upływał 16 lipca tego roku, zaś sam gospodarz miał zostać wybrany podczas spotkania Rady w trakcie trwania Pucharu Świata 2019 28 października 2019 roku. Turniej wstępnie zaplanowano na wrzesień lub październik 2022 roku.
Zgodnie z harmonogramem pod koniec października 2019 roku World Rugby wyznaczyła Południową Afrykę na organizatora tego turnieju, jednocześnie ogłoszono – biorąc pod uwagę kalendarz światowych cykli oraz lipcowy turniej rugby 7 na Igrzyskach Wspólnoty Narodów 2022 – że zawody odbędą się we wrześniu 2022 roku. Ich rozegranie zostało zaplanowane na Cape Town Stadium w Kapsztadzie, który od 2015 roku był też areną corocznego South Africa Sevens wchodzącego w skład World Rugby Sevens Series, a od roku 2019 także jego żeńskiego odpowiednika.

## Informacje ogólne
W połowie maja 2021 roku World Rugby podała dokładne daty rozegrania turnieju (9–11 września 2022 roku) oraz przedstawiła schemat kwalifikacji, uruchamiając także stronę internetową turnieju. Ponadto zaprezentowała logo zawodów nawiązujące do Góry Stołowej, stanowiącej jeden z symboli miasta-gospodarza. W połowie lutego 2022 roku przedstawiono rozpiętość cenową wejściówek – jednodniowe bilety wyceniono w przedziale od 150 do 1750 randów. Ich sprzedaż rozpoczęła się z końcem tego miesiąca, a warunkiem wstępu na stadion miało być zaszczepienie przeciwko COVID-19.
W marcu tegoż roku poinformowano, że oficjalną piłką turniejową będzie Quantum Sevens, przygotowana przez firmę Gilbert, której po raz pierwszy użyto podczas letnich igrzysk olimpijskich w Tokio w 2021 roku. W czerwcu 2022 roku ogłoszono listę osiemnaściorga arbitrów wybranych do sędziowania meczów: znalazła się na niej dwójka, która prowadziła spotkania w edycji 2018 (Jérémy Rozier z Francji i Hollie Davidson ze Szkocji), zaś Selica Winiata była w przeszłości dwukrotną medalistką Pucharów Świata jako reprezentantka Nowej Zelandii.

## Kwalifikacje
W turnieju uczestniczyły dwadzieścia cztery drużyny męskie i szesnaście drużyn kobiecych. Schemat kwalifikacji został opublikowany w maju 2021 roku. Automatyczny awans do turnieju finałowego uzyskali w przypadku mężczyzn ćwierćfinaliści, a wśród kobiet półfinalistki poprzedniego Pucharu Świata, a także kobieca reprezentacja Południowej Afryki (jako gospodarza turnieju). O pozostałe miejsca odbywały się regionalne kwalifikacje zaplanowane na okres od listopada 2021 do lipca 2022 roku. Zrezygnowano natomiast z przyznawania kwalifikacji na podstawie wyników cyklu World Rugby Sevens Series i World Rugby Women’s Sevens Series.

### Mężczyźni
| [ 8 ]                     | Afryka                      | Ameryka Południowa | Ameryka Północna    | Azja               | Europa                                   | Oceania                     |
| ------------------------- | --------------------------- | ------------------ | ------------------- | ------------------ | ---------------------------------------- | --------------------------- |
| Automatyczna kwalifikacja | - Południowa Afryka         | - Argentyna        | - Stany Zjednoczone |                    | - Anglia - Francja - Szkocja             | - Nowa Zelandia - Fidżi     |
| Kwalifikacje regionalne   | - Uganda - Zimbabwe - Kenia | - Urugwaj - Chile  | - Kanada - Jamajka  | - Hongkong - Korea | - Walia - Niemcy - Portugalia - Irlandia | - Australia - Samoa - Tonga |

### Kobiety
| [ 8 ]                     | Afryka              | Ameryka Południowa    | Ameryka Północna    | Azja              | Europa                                   | Oceania                     |
| ------------------------- | ------------------- | --------------------- | ------------------- | ----------------- | ---------------------------------------- | --------------------------- |
| Automatyczna kwalifikacja | - Południowa Afryka |                       | - Stany Zjednoczone |                   | - Francja                                | - Nowa Zelandia - Australia |
| Kwalifikacje regionalne   | - Madagaskar        | - Brazylia - Kolumbia | - Kanada            | - Japonia - Chiny | - Hiszpania - Anglia - Polska - Irlandia | - Fidżi                     |

## Zawody
Na pięćdziesiąt dni przed rozpoczęciem imprezy, w lipcu 2022 roku, ogłoszono format zawodów. Podobnie jak w poprzedniej edycji turniej zaplanowano wyłącznie w systemie pucharowym. Zestawienie drabinki pucharowej ustalono na podstawie rozstawienia drużyn, dokonanego na podstawie punktów zebranych przez drużyny w turniejach World Rugby Sevens Series i World Rugby Women’s Sevens Series w sezonach 2019/2020 i 2021/2022, a w przypadku drużyn, które w nich nie uczestniczyły – na podstawie kwalifikacji do tych turniejów oraz rankingów regionalnych według stanu na lipiec 2022 roku.
W turnieju męskim zaplanowano pięć rund: rundę kwalifikacyjną, od której rozgrywki zaczynało szesnaście najniżej rozstawionych zespołów, następnie 1/8 finału (gdzie zwycięzcy z rundy kwalifikacyjnej mają spotkać się z ośmioma najwyżej rozstawionymi zespołami), ćwierćfinały, półfinały i mecze finałowe. Turniej żeński liczy natomiast cztery rundy i rozpoczyna się od 1/8 finału. W obu turniejach przegrywające na kolejnych etapach zespoły rywalizują dalej o poszczególne dalsze miejsca.
Dzień przed zawodami podano składy i charakterystyki zespołów zarówno męskich, jak i żeńskich.

### Turniej mężczyzn
W 1/8 finału niżej rozstawionym przeciwnikom uległy jedynie Anglia i USA, do półfinałów awansowały Australia, Fidżi, Nowa Zelandia oraz kontynuująca dobrą passę Irlandia pokonawszy rozstawionych najwyżej gospodarzy. W finale – tak jak w edycji 2005 – spotkały się reprezentacje Fidżi oraz Nowej Zelandii i podobnie jak wówczas górą byli Fidżyjczycy, brąz zdobyli zaś Irlandczycy. Najwięcej przyłożeń w zawodach zdobył Samoańczyk Steve Onosai, który wraz z Kanadyjczykiem Brockiem Websterem zwyciężył także ex aequo w klasyfikacji punktowej, Kaminieli Rasaku otrzymał natomiast wyróżnienie Breakthrough Player of the Tournament. Prócz Rasaku do najlepszej siódemki turnieju zostali wybrani Harry McNulty, Terry Kennedy, Joseva Talacolo, Jerry Tuwai, Scott Curry i Ngarohi McGarvey-Black.
|  |                  |               |           |                   |    |               |               |       |
|  | Półfinały        | Półfinały     | Półfinały |                   |    | Finał         | Finał         | Finał |
|  | Półfinały        | Półfinały     | Półfinały |                   |    | Finał         | Finał         | Finał |
|  | 11 września 2022 |               |           |                   |    |               |               |       |
|  |                  |               |           |                   |    |               |               |       |
|  | Irlandia         | Irlandia      | 10        |                   |    |               |               |       |
|  | Irlandia         | Irlandia      | 10        | 11 września 2022  |    |               |               |       |
|  | Nowa Zelandia    | Nowa Zelandia | 17        |                   |    |               |               |       |
|  | Nowa Zelandia    | Nowa Zelandia | 17        |                   |    | Nowa Zelandia | Nowa Zelandia | 12    |
|  | 11 września 2022 |               |           |                   |    | Nowa Zelandia | Nowa Zelandia | 12    |
|  |                  |               | Fidżi     | Fidżi             | 29 |               |               |       |
|  | Australia        | Australia     | Fidżi     | Fidżi             | 29 | 14            |               |       |
|  | Australia        | Australia     |           |                   |    |               |               |       |
|  | Fidżi            | Fidżi         | 38        |                   |    |               |               |       |
|  | Fidżi            | Fidżi         | 38        | Mecz o 3. miejsce |    |               |               |       |
|  |                  |               |           |                   |    |               |               |       |
|  | 11 września 2022 |               |           |                   |    |               |               |       |
|  |                  |               |           |                   |    |               |               |       |
|  | Irlandia         | Irlandia      | 19        |                   |    |               |               |       |
|  | Irlandia         | Irlandia      | 19        |                   |    |               |               |       |
|  | Australia        | Australia     | 14        |                   |    |               |               |       |
|  | Australia        | Australia     | 14        |                   |    |               |               |       |

### Turniej kobiet
W pierwszej rundzie wyżej rozstawione zespoły łatwo pokonały swoich przeciwników, obsada półfinałów była natomiast taka sama, co w edycji 2018 – Australia, USA, Nowa Zelandia i Francj. W czwartym finale z rzędu zameldowały się Nowozelandki po zwycięstwie nad Francją, zaś Australijki po pokonaniu reprezentacji USA awansowały do decydującego pojedynku po raz pierwszy od inauguracyjnej edycji. W finale Maddison Levi zdobyła hat tricka walnie przyczyniając się do prowadzenia Australii w połowie drugiej części meczu 24:10, Nowa Zelandia zdołała jednak zdobyć jeszcze dwa przyłożenia. Po drugim z nich, zdobytym już po końcowej syrenie, Tenika Willison nie kopnęła celnie jednak przyłożenia prowadzącego do dogrywki, zatem mecz zakończył się zwycięstwem Australijek, które zdobyły tym samym drugi tytuł mistrzowski, brąz przypadł zaś Francuzkom. Najlepszą zawodniczką finału została uznana Sharni Williams. Najwięcej punktów zdobyła przedstawicielka triumaforek Faith Nathan wszystkie zdobywając z dziewięciu przyłożeń, zwyciężyła zatem również w tej klasyfikacji. Lilou Graciet otrzymała wyróżnienie Breakthrough Player of the Tournament, a do najlepszej siódemki turnieju zostały wybrane Sarah Hirini, Michaela Blyde, Kelly Brazier, Charlotte Caslick, Faith Nathan, Chloé Pelle i Nadine Roos.
|  |                   |                   |               |                   |    |           |           |       |
|  | Półfinały         | Półfinały         | Półfinały     |                   |    | Finał     | Finał     | Finał |
|  | Półfinały         | Półfinały         | Półfinały     |                   |    | Finał     | Finał     | Finał |
|  | 11 września 2022  |                   |               |                   |    |           |           |       |
|  |                   |                   |               |                   |    |           |           |       |
|  | Australia         | Australia         | 17            |                   |    |           |           |       |
|  | Australia         | Australia         | 17            | 11 września 2022  |    |           |           |       |
|  | Stany Zjednoczone | Stany Zjednoczone | 7             |                   |    |           |           |       |
|  | Stany Zjednoczone | Stany Zjednoczone | 7             |                   |    | Australia | Australia | 24    |
|  | 11 września 2022  |                   |               |                   |    | Australia | Australia | 24    |
|  |                   |                   | Nowa Zelandia | Nowa Zelandia     | 22 |           |           |       |
|  | Nowa Zelandia     | Nowa Zelandia     | Nowa Zelandia | Nowa Zelandia     | 22 | 38        |           |       |
|  | Nowa Zelandia     | Nowa Zelandia     |               |                   |    |           |           |       |
|  | Francja           | Francja           | 7             |                   |    |           |           |       |
|  | Francja           | Francja           | 7             | Mecz o 3. miejsce |    |           |           |       |
|  |                   |                   |               |                   |    |           |           |       |
|  | 11 września 2022  |                   |               |                   |    |           |           |       |
|  |                   |                   |               |                   |    |           |           |       |
|  | Stany Zjednoczone | Stany Zjednoczone | 7             |                   |    |           |           |       |
|  | Stany Zjednoczone | Stany Zjednoczone | 7             |                   |    |           |           |       |
|  | Francja           | Francja           | 29            |                   |    |           |           |       |
|  | Francja           | Francja           | 29            |                   |    |           |           |       |

## Medaliści
| Konkurencja      | | | |
| Turniej kobiet   | AustraliaLily Dick Sharni Williams Faith Nathan Dominiqueu Toit Teagan Levi Alysia Lefau-Fakaosilea Charlotte Caslick Madison Ashby Tia Hinds Sariah Paki Demi Hayes Maddison LeviTim Walsh                        | Nowa ZelandiaRisi Pouri-Lane Shiray Kaka Stacey Fluhler Niall Williams Sarah Hirini Michaela Blyde Jazmin Felix-Hotham Kelly Brazier Tenika Willison Jorja Miller Portia Woodman Alena SailiCory Sweeney | FrancjaSéraphine Okemba Ian Jason Chloé Pelle Lou Noel Jade Ulutule Joanna Grisez Alycia Christiaens Camille Grassineau Carla Neisen Yolaine Yengo Lilou Graciet Lili DezouDavid Courteix |
| Turniej mężczyzn | FidżiJosua Vakurinabili Joseva Talacolo Jeremaia Matana Sevuloni Mocenacagi Iosefo Masi Elia Canakaivata Filipo Bukayaro Waisea Nacuqu Jerry Tuwai Filipe Sauturaga Kaminieli Rasaku Vuiviawa NaduvaloBen Gollings | Nowa ZelandiaScott Curry Amanaki Nicole Tone Ng Shiu Akuila Rokolisoa Lewis Ormond Ngarohi McGarvey-Black Sam Dickson Caleb Tangitau Regan Ware Kurt Baker Moses Leo Sione MoliaClark Laidlaw            | IrlandiaJack Kelly Andrew Smith Harry McNulty Bryan Mollen Chay Mullins Billy Dardis Jordan Conroy Hugo Lennox Mark Roche Terry Kennedy Sean Cribbin Matthew McDonaldJames Topping        |

## Partnerzy
- Tudor[30]
- Megapro[31]
- DHL i Tudor[32]
- Kingsley Beverages[33]
- Klipdrift[34]
- JC Le Roux[35]
- First National Bank[36]
- Island Tribe[37]
- Rain[38]
- Castle Lite[39]
- Haval[40]
- IC Markets[41]
- Xero[42]
- Southern Sun[43]